# Giovan Battista Borsani
Giovan Battista Borsani (Milano, 10 settembre 1850 – Milano, 30 marzo 1906) è stato un architetto italiano.
Il Borsani operò, senza tuttavia eccellere, nel filone dell'architettura eclettica del Rinascimento lombardo lasciando come testimonianza della sua opera di costruttore in collaborazione con l'architetto Angelo Savoldi il Palazzo Chiesa di corso Venezia, la Villa Erba di Cernobbio e l'edicola Erba al Monumentale di Milano.
Intensa e più di successo la sua attività come restauratore di monumenti ed edifici antichi. Con gli insegnamenti di Luigi Bisi e Luca Beltrami nel 1877 collaborò al progetto per il restauro e l'adattamento alle nuove esigenze del Palazzo dei Giureconsulti; nel 1888 con il Beltrami si occupò del completamento della nuova facciata sulla piazza della Scala del Palazzo Marino e della costruzione del nuovo scalone interno; in collaborazione con il collega Savoldi intraprese il restauro del Castello Visconteo di Pavia.
Nel 1893, sempre con il Savoldi, progetta la Parrocchiale dei Santi Pietro e Paolo di Muggiò, realizzata tra il 1895 e il 1897.
Ancora con il Savoldi, nel 1896 sistemò, integrandola largamente, la facciata del palazzo delle Scuole Palatine; nel 1904 mise mano ancora con il Savoldi alla ristrutturazione dell'antica Loggia degli Osii di piazza Mercanti, voluta nel 1316 da Matteo Visconti e oggi conservata nell'aspettole datole dai due architetti.
Fece parte della Commissione artistica di Vigilanza per la Basilica di San Vincenzo in prato insieme ai colleghi Paolo Cesa Bianchi, Enrico Combi, Cesare Nava e Alessandro Pellini e dal 1872 e fino alla morte, avvenuta a Milano nel 1906, il Borsani insegnò disegno ornamentale a Brera come secondo professore aggiunto. Il Borsani fu, inoltre, partecipe, in qualità di vice-presidente, del Consiglio Direttivo della Scuola Professionale d'Arte Muraria di Milano insieme all'Ing. Emilio Speroni.